# Alfred Soons
Alfred Henry Adriaan Soons (* 13. Oktober 1948 auf Aruba) ist ein niederländischer Jurist und Professor für Völkerrecht an der Universität Utrecht.

## Leben
Geboren auf Aruba besuchte Soons dort die Grundschule, bevor er mit seinen Eltern nach Zeist in den Niederlanden übersiedelte. Dort schloss er seine Schulbildung ab und absolvierte zwischen 1967 und 1968 seinen Militärdienst bei der niederländischen Marine. Anschließend  nahm er das Studium der Rechtswissenschaften an der Universität Utrecht auf. Dieses schloss er 1971 ab. Hieran schloss sich ein Aufbaustudium an der University of Washington mit dem Schwerpunkt im Seerecht an. Zugleich arbeitete Soons als wissenschaftlicher Mitarbeiter am Institut für Völkerrecht der Universität Utrecht. Die University of Washington verlieh ihm 1974 den Master of Laws. Anschließend verbrachte er ein Jahr als Gastwissenschaftler am Jesus College der Universität Cambridge. Nach der Rückkehr in sein Heimatland war er von 1974 bis 1975 als Dozent an der Universität von Amsterdam angestellt, bevor er in den öffentlichen Dienst eintrat und in verschiedenen Abteilungen des niederländischen Verkehrsministeriums tätig war, wobei seine Tätigkeit stets Bezug zum Seerecht aufwies. 1982 promovierte er sich berufsbegleitend in einem ebenfalls seerechtlichen Thema zum Doktor der Rechte. Daneben war Soons zwischen 1981 und 1992 als Richter in Rotterdam tätig. 1985 wurde Soons auf eine außerordentliche Professur für Völkerrecht an der Erasmus-Universität Rotterdam berufen.
1987 erhielt er einen Ruf seiner Alma Mater auf eine Professur für Völkerrecht. Seitdem ist er sowohl Direktor des Instituts für Völkerrecht als auch Leiter des Niederländischen Instituts für Seerecht an der Universität Utrecht. Zwischen 1995 und 1998 war er darüber hinaus Dekan der juristischen Fakultät seiner Universität. Auf internationaler Ebene trat Soons als Mitglied der niederländischen Delegation bei der Internationalen Seeschifffahrts-Organisation und der Organisation für wirtschaftliche Zusammenarbeit und Entwicklung in Erscheinung. Auch war er für die Niederlande an der Ausarbeitung unter anderem der Oslo-Konvention beteiligt, beriet die Regierungen verschiedener Länder zu Fragen des Seevölkerrechts und saß schon mehrfach Schiedsgerichten der Internationalen Handelskammer vor. Auch vertrat er Länder wie Indonesien in Rechtsstreitigkeiten vor dem Internationalen Gerichtshof. Er hielt als Gastdozent Vorlesungen unter anderem an der Universität Helsinki, der University of Washington und der Haager Akademie für Völkerrecht. Im Rechtsstreit zwischen den Niederlanden und Russland vor einem Schiedsgericht im Rahmen des Seerechtsübereinkommens über die Vorkommnisse auf der Arctic Sunrise wurde Soons im Januar 2014 zum Schiedsrichter bestellt.

## Mitgliedschaften (Auswahl)
Zwischen 1985 und 1995 war Soons Mitherausgeber verschiedener niederländischer Fachzeitschriften zum Völkerrecht. Seit 1987 ist er Mitglied des Exekutivkomitees der International Law Association. Von 1992 bis 1995 gehörte er zudem dem Exekutivkomitee der Amerikanischen Gesellschaft für internationales Recht an.

## Publikationen (Auswahl)
- Marine scientific research and the law of the sea. Dissertation. Kluwer Law and Taxation Publ., Deventer 1982, ISBN 90-6544-065-8.
- The United Nations Security Council and the law of the sea. In: Thomas Aboagye Mensah (Hrsg.): Ocean governance - strategies and approaches for the 21st century. Law of the Sea Institute, Honolulu 1996, ISBN 0-911189-31-9, S. 279–288.